# Загайдзе
Загайдзе (пол. Zagajdzie) — село в Польщі, у гміні Карчміська Опольського повіту Люблінського воєводства.
Населення — 99 осіб (2011).
У 1975-1998 роках село належало до Люблінського воєводства.

## Демографія
Демографічна структура станом на 31 березня 2011 року:
|          | Загалом | Допрацездатний вік | Працездатний вік | Постпрацездатний вік |
| -------- | ------- | ------------------ | ---------------- | -------------------- |
| Чоловіки | 57      | 7                  | 42               | 8                    |
| Жінки    | 42      | 5                  | 28               | 9                    |
| Разом    | 99      | 12                 | 70               | 17                   |